# Ревнощі

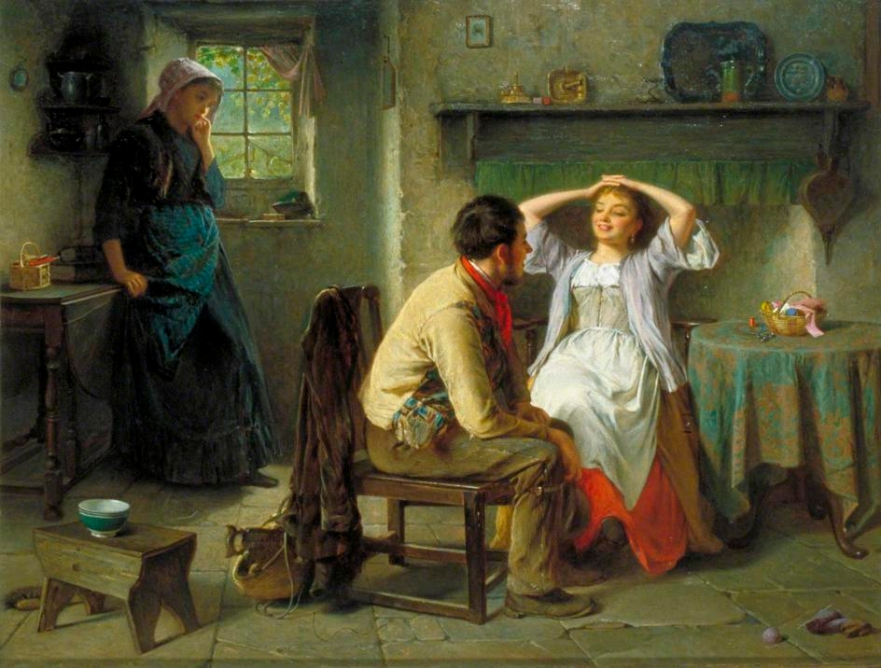
Ревнощі і флірт

Ре́внощі — почуття пристрасної недовіри, сумнівів у коханні та вірності.
Як і всі інші почуття, ревнощі набувають різних форм: від благородних до критичних і навіть диких.

## Види ревнощів
- Ревнощі «власника» (річ має належати господарю). Цей тип ревнощів обов'язково пов'язаний із переживанням зради партнера із загрозою розриву стосунків, причинами яких є підозріла поведінка партнера, зрада, відсутність інформації про партнера, розлука, компрометуюча інформація. Однак досить часто бувають і безпідставні ревнощі.

Розвитку власницьких ревнощів сприяють певні риси характеру, зокрема деспотизм, властолюбство, емоційна холодність, упертість, нездатність прощати, невміння поважати іншого.
- Ревнощі через образу властиві людям тривожно-помисливим, невпевненим у собі, зі схильністю перебільшувати небезпеку, з комплексом неповноцінності. Цей тип ревнощів може виникнути через неправильні дії іншої людини або переживання своєї сексуальної неспроможності. Для таких людей характерним є небажання припустити порівняння з можливим суперником через страх програти, бути гіршим в очах коханої людини.

- Відображені ревнощі — виникають як проєкція власної подружньої невірності, ненадійності на свого партнера (якщо я зраджую, то й мій партнер також здатен на це). Невірні чоловіки й жінки часто бувають надто ревниві.

Причинами подружніх ревнощів є:

## Особливості суб'єкта та об'єкта ревнощів
- Особистісні особливості «суб'єкта ревнощів» (ревнивця):

Ревнива людина, як правило, тривожна, емоційно нестійка, боїться, що її партнер може зрадити, у всьому його підозрює, вимагає доказів вірності, хоча довести вірність практично неможливо.
- Особистісні особливості «об'єкта ревнощів» (того, кого ревнують):

Людина активна, яка швидко знайомиться з особами протилежної статі, схильна говорити неправду, зі слабко розвиненими моральними переконаннями звичайно буває об'єктом ревнощів. Особу такого типу називають «шукач пригод».
Співвідношення особистісних властивостей можливих «суб'єкта» і «об'єкта» ревнощів (сумісність партнерів стосовно виникнення або відсутності ревнощів). Навіть дуже невпевнена в собі людина не буде (або майже не буде) ревнувати свого партнера, який не створює приводу для ревнощів. У той самий час шлюб уразливої людини з партнером, який не зважає на її почуття, активно заводить знайомства з протилежною статтю, фліртує на очах партнера, буде важким для першого з них.
У свою чергу, шлюб активного чоловіка (схильного до зради) зі спокійною, упевненою в собі жінкою, що заснований на раціональних засадах (наприклад, «ми живемо заради дітей»), а не полум'яних почуттях, може й не викликати в неї особливих ревнощів. Така жінка розуміє, що шлюб в її ситуації кращий варіант, ніж розлучення. До того ж є можливість маніпулювання чоловіком, продукуючи в нього постійне почуття провини.